# Le Ciel et la Boue
Le Ciel et la Boue é um filme-documentário estadunidense de 1961 dirigido e escrito por Pierre Dominique Gaisseau. Venceu o Oscar de melhor documentário de longa-metragem na edição de 1962.